# Staying Together
Staying Together es una comedia dramática estadounidense de 1989 dirigida por Lee Grant y producida por Joseph Feury (esposo de Grant) y Milton Justice. La película está protagonizada por Sean Astin, Stockard Channing, Melinda Dillon, Levon Helm (de The Band), Dermot Mulroney, Tim Quill y Daphne Zuniga. La hija de Grant, Dinah Manoff, hace una breve aparición. Channing y Manoff ya habían aparecido juntos en Grease, estrenada 11 años antes. Staying Together se estrenó en Estados Unidos el 10 de noviembre de 1989 y en Japón el 1 de octubre de 1990.

## Argumento
Tres hermanos viven en casa de sus padres y trabajan en el restaurante familiar, dirigido por su padre durante los últimos 25 años. Los hermanos esperan algún día hacerse cargo del restaurante, pero una mañana su padre se da cuenta de que detesta trabajar allí y vende el restaurante sin consultar al resto de la familia. Esto empieza a desintegrar a la familia, y uno de los hermanos, indignado por la decisión de su padre, se marcha para buscar otro trabajo. Posteriormente, el padre muere de un infarto.

## Reparto
- Tim Quill como Brian McDermott
- Sean Astin como Duncan McDermott
- Dermot Mulroney como Kit McDermott
- Melinda Dillon como Eileen McDermott
- Jim Haynie como Jake McDermott
- Daphne Zuniga como Beverly Young
- Stockard Channing como Nancy Trainer
- Levon Helm como Denny Stockton
- Keith Szarabajka como Kevin Burley
- SheilSheila Kelley como Beth Harper
- Dinah Manoff como Lois Cook
- Ryan Hill como Demetri Harper
- Rick Marshall como Charlie

## Recepción
Staying Together se estrenó el 10 de noviembre de 1989 y recaudó 4.348.025 dólares en taquilla en Estados Unidos en sus primeros diez días. Se lanzó en VHS en la década de 1990 y en DVD en 2005. En una puntuación retrospectiva del sitio web de reseñas Rotten Tomatoes, obtuvo una puntuación del 80%, con una media ponderada de 5,8/10, basada en solo 5 reseñas que indicaron "aún no hay consenso".

## Premios
- Lee Grant fue nominado a un premio de la crítica en el Festival de Cine de Deauville en 1990.
- Sean Astin ganó el premio al Mejor Actor Joven Protagónico en una Película en los Premios Young Artist en 1990.